# I Can Spin a Rainbow
I Can Spin a Rainbow è il quarto album in studio della cantautrice statunitense Amanda Palmer, in collaborazione con Edward Ka-Spel (frontman dei Legendary Pink Dots), di cui la Palmer è ammiratrice fin dall'adolescenza.

## Antefatti e composizione
La passione di Amanda per i  Legendary Pink Dots è emersa a 15 anni con il disco The Maria Dimension ed è stata coltivata nel tempo grazie al suo ragazzo dell'epoca, che possedeva un'ampia collezione discografica del gruppo. È stata a tal punto influenzata dal gruppo da aver scritto a 17 anni una canzone ispirata al loro album Asylum (1985). Il primo contatto con Edward è avvenuto a 19 anni, quando, bisognoso di un appartamento dove soggiornare per la tappa di Boston di un suo tour, è stato ospitato dalla Palmer stessa: da lì i rapporti si sono intensificati e i Pink Dots hanno aperto un concerto dei Dresden Dolls (gruppo storico di Amanda Palmer) nel 2006. A partire da quello stesso anno i due hanno cominciato a ventilare l'ipotesi di collaborare in un disco, che, per varie circostanze, non ha visto la luce prima del 2017. Nell'estate del 2016, per esigenze logistiche gli artisti hanno deciso di registrare a Londra: non sapendo in quale parte della città recarsi, Amanda, per farsi dare dei consigli, chiamò la cantante londinese e amica Imogen Heap, che le propose di registrare il disco nello studio di casa sua (Hideaway Studios). Inizialmente preoccupata di non riuscire a scrivere canzoni serie in coppia, Amanda si è poi detta soddisfatta e arricchita dall'intera esperienza, complici l'innovativo studio di Imogen Heap, che le ha offerto molti strumenti in più, e la sinergia con Edward. Di 11 canzoni, solo 3 sono state convertite in video musicali: Beyond the Beach (diretto e animato dall'artista italiana Chiara Ambrosio), The Clock at the Back of the Cage e Pulp Fiction.

## Dopo la pubblicazione
Insieme all'album è stato rilasciato un EP contenente due tracce non presenti nel disco, The Hands EP, limitato a 1111 copie acquistabili, all'inizio, solamente dagli iscritti al suo Patreon, poi distribuite al tour e infine in vendita sul sito ufficiale della cantante.
Il 17 Maggio 2017, in seguito all'uscita dell'album, è partito da Boston il tour, conclusosi il 18 Giugno dello stesso anno.
I due comunque non smettono di lavorare insieme con I Can Spin A Rainbow: il 19 Maggio 2017, infatti, Ka-Spel ha pubblicato "High on Station Yellow Moon", album di 4 tracce di cui 3 in collaborazione con Amanda Palmer.
Il 29 Giugno 2017, in esclusiva sulla piattaforma online SoundCloud, è stato rilasciato anche un disco della durata di più di due ore del loro concerto a Vienna, tenutosi il 16 Giugno 2017.

## Tracce
Tutte le tracce sono state scritte da Amanda Palmer ed Edward Ka-Spel.
1. Pulp Fiction (6:04)
2. Shahla's Missing Page (5:08)
3. The Shock of Kontakt (7:14)
4. Beyond the Beach (2:50)
5. The Clock at the Back of the Cage (4:51)
6. The Changing Room (4:01)
7. The Jack of Hands (3.52)
8. Prithee/Liquidation Day (9:39)
9. Rainbow's End (7:10)
10. Subway (8:24) (solo edizione vinile e Bandcamp)
11. The Sun Still Shines (4:40) (solo edizione vinile e Bandcamp)

## Formazione
- Amanda Palmer - voce
- Edward Ka-Spel - voce
- Patrick Q. Wright - violino
- Alexis Michallek - sega musicale
- Ray Steeg - masterizzazione
- Peter Van Vliet - masterizzazione

Amanda Palmer ed Edward Ka-Spel si sono occupati del resto degli strumenti.

## Accoglienza
| Recensione       | Giudizio |
| ---------------- | -------- |
| The A.V. Club    | C-       |
| Metacritic       | 60/100   |
| AllMusic         |          |
| The Boston Globe | 7/10     |
| Drowned in Sound | 9/10     |
| PopMatters       | C-       |

Si tratta del disco di Amanda Palmer con il punteggio più basso su Metacritic, 60 su 100, che indica "recensioni nella media".
La critica si è detta generalmente delusa da I Can Spin a Rainbow, in quanto pressoché inaccessibile al pubblico, inutilmente complicato, e (come fa notare The A.V. Club), quasi privo di una qualche musicalità.
AllMusic osserva come il disco possa essere apprezzato solo dagli stessi creatori che lo hanno visto formarsi, ma non da una persona esterna. Sebbene ne abbia apprezzato le atmosfere tetre e bizzarre, anche The Boston Globe condivide un simile parere: "In ogni suo album Amanda cerca di tendere la mano al fine di creare una comunità. I Can Spin a Rainbow è forse l'unico che esclude gli ascoltatori anziché accoglierli."
A dispetto dell'opinione comune, Nina Keen (Drowned in Sound) ha sottolineato come il disco fosse completo ed ispirato, definendolo "una raccolta musicale di 11 novelle horror."